# Amoron'i Mania
Amoron'i Maniaregionen är en region i Madagaskar. Den ligger i den centrala delen av landet, 200 km söder om huvudstaden Antananarivo. Antalet invånare är 693 200. Arean är 16 141 kvadratkilometer.
Terrängen i Amoron'i Maniaregionen är varierad.
Amoron'i Maniaregionen delas in i:
- Ambositra District
- Ambatofinandrahana District
- Fandriana District
- Manandriana District

Följande samhällen finns i Amoron'i Maniaregionen:
- Fandriana
- Ambositra